# Kasan guvernement
Kasan guvernement var et guvernement i Kejserdømmet Rusland, 1708-1902.
Guvernementet grænsede op til Nizjnij Novgorod, Vjatka, Ufa, Samara og Simbirsk guvernementer. Guvernementets areal var 63.716 km² og det havde 2.592.900 indbyggere i 1908, bestående af russere, tatarer, tjuvasjer (mest hedninge), tjeremisser samt, i mindre antal, mordviner, votjaker med flere. Over halvdelen af befolkningen var ikke-slavisk. Omkring 70 % var russisk-ortodokse, 28,8 % muslimer.

## Terræn og råstoffer
Guvernementet gennemstrømmedes af Volga og dets bifloder Svijaga, Kasanka, Kama (af hvis bifloder Vjatka dannede den østlige grænse) og andre. Til højre for Volga var Kazan 90–150 m højt, men til venstre for floden en åben steppe, i nærheden af byen Kasan (Kazan) dog bakket. Næsten hele landet hørte til det permiske system, kun længst mod syd trådte aflejringer fra jura frem.
Af mineraler fandtes gips og kobber, desuden fandtes nogle mineralkilder.
Guvernementet hørte delvist til sortjords-området. Jordbrug og havebrug var hovednæringsveje. De vigtigste afgrøder var rug, havre, hvede, hør og hamp.
Også husdyrholdet var betydeligt, blandt andet 1,2 mio. får), lige som fiskeri. I nærheden af floderne fandtes store skov dækkende 35 % af arealet. Industrien sysselsatte kun omkring 10.000 personer.

## Historie
Det område, der blev guvernementet Kasan, var i begyndelsen af middelalderen kerneland i det Volgabulgarske rige, på hvis ruiner Kasan-khanatet grundlagdes i 1438 af mongolerne under Ulug Mehmed. Hans efterkommere fortsatte med at herske indtil, at byen Kasan blev erobret af Ivan den Grusomme i 1552 og riget blev forenet med Rusland. Guvernementet Kasan blev oprettet i 1708, men omfattede den gang tillige en stor del af det sydøstlige Rusland og fik først sin endelige afgrænsning i 1781.

## Administrativ inddeling
Guvernementet var inddelt i 12 ujezd (dansk: ~ kommuner): Tjeboksary, Tjistopol, Kozmodemjansk, Laisjevo, Mamadyzj, Spask, Svijazjsk, Tetjushi, Tsarevokoksjajsk, Tsivilsk og Jadrin.